# Lord Moyne
Walter Edward Guinness, první baron Moyne (29. března 1880, Dublin – 6. listopadu 1944, Káhira) byl britský státník, vlastník pivovaru Guinness, a politik. Roku 1944 byl zavražděn v Káhiře dvěma příslušníky židovské podzemní radikální skupiny Lechi.
Guinness se narodil v Irsku a stal se členem Konzervativní strany. Byl hrdinou búrské a první světové války. Od roku 1929 byl baronem. Během druhé světové války sloužil, mimo jiné, též jako ministr kolonií.
Dne 10. ledna 1945 byli oba pachatelé usvědčeni a oběšeni. Sionistické hnutí se od vraždy distancovalo a odsoudilo jí, Hagana a Irgun vydaly řadu příslušníků Lechi britské policii. Přesto vražda znamenala velké ochlazení vztahů s britskou Churchillovou vládou a znamenala i ochladnutí Churchillových sympatií k sionismu.